# Lechería
Lechería − miasto we wschodniej Wenezueli w stanie Anzoátegui, położone nad Morzem Karaibskim.

## Opis
Miasto zostało założone w 1992 roku. Obecnie jest znanym ośrodkiem turystycznym, które wraz z Barceloną, Puerto La Cruz i Guantą tworzy obszar metropolitalny.

## Demografia
Miasto według spisu powszechnego 21 października 2001 roku liczyło 21 200, 30 października 2011 ludność Lechería wynosiła 37 829.

## Miasta partnerskie
- Barcelona
- Puerto la Cruz
- Píritu
- El Tigre
- Doral